# Йоргенсен, Гвен
Гвен Розмари Йоргенсен (англ. Gwen Rosemary Jorgensen; 25 апреля 1986, Уокешо, штат Висконсин, США) — американская триатлонистка, олимпийская чемпионка 2016, двукратная победительница Мировой серии, участница летних Олимпийских игр 2012 года, трёхкратная чемпионка США, первый номер мирового рейтинга среди женщин, олимпийская чемпионка 2016 года.

## Спортивная биография
Во время обучения в университете Висконсина Йоргенсен входила в университетские сборные по бегу и плаванию. Основной специализацей Гвен был бег на средние дистанции (3000 и 5000 метров). После окончания университета Йоргенсен некоторое время проработала бухгалтером в Ernst & Young, но затем приняла решение сосредоточиться на триатлоне. В 2008 году Йоргенсен завоевала золотую медаль в беге на 5000 метров на молодёжном чемпионате Северной и Центральной Америки и стран Карибского бассейна по лёгкой атлетике просто добежав до финиша, поскольку кроме неё в финале не было других участников.
С 2010 года Йоргенсен стала выступать на триатлонных соревнованиях среди профессионалов. По итогам своего первого сезона Гвен получила награду, как лучший новичок года в триатлоне в США.
В 2011 году Йоргенсен в составе сборной США выступила на Панамериканских играх. По итогам соревнований Гвен заняла 4-е место, проиграв занявшей третье место бразильянки Памеллы Оливейры 22 секунды. В 2012 году Йоргенсен приняла участие в летних Олимпийских играх в Лондоне. Американская триатлонистка претендовала на самые высокие места. После плавательной части Гвен находилась в десятке сильнейших, но во время велосипедной езды у Йоргенсен произошёл прокол колеса, в результате чего американка очень сильно отстала от лидирующей группы. Беговую часть Гвен завершила с высоким результатом, но по итогам всего триатлона Йоргенсен заняла лишь 38-е место, отстав от победительницы почти на 7 минут.
В 2014 году Йоргенсен одержала победы сразу на пяти этапах Мировой серии и с большим отрывом завоевала первое место по итогам сезона, получив при этом ещё и титул чемпионки мира. В следующем году на счету Гвен уже было 7 побед на этапах Мировой серии и второе подряд итоговое первое место в общем зачёте. 2 августа 2015 года Йоргенсен одержала победу на мировом квалификационном турнире и гарантировала себе участие в летних Олимпийских играх 2016 года в Рио-де-Жанейро.
В 2016 году победила в триатлоне среди женщин на Олимпийских играх в Рио с результатом 1:56:16

## Личная жизнь
- Родители — Нэнси и Джоэль Йоргенсен, старшая сестра — Элизабет. 4 октября 2014 года вышла замуж за Патрика Лемье. 19 января 2017 года супруги сообщили, что ожидают появления своего первенца 3 августа.
- Окончила Висконсинский университет в Мадисоне, где получила степень магистра в области бухгалтерского учёта.
- После окончания университета работала бухгалтером в Милуоки в отделении одной из крупнейших аудиторско-консалтинговых компаний мира Ernst & Young[3].